# Ковшик, Мария Егоровна
Мария Егоровна Ковшик — советский хозяйственный, государственный и политический деятель, Герой Социалистического Труда.

## Биография
Родилась в 1939 году в селе Маковка Приазовского района. Член КПСС.
С 1959 года — на хозяйственной, общественной и политической работе. В 1959—1994 гг. — швея на швейной фабрике имени Володарского в Запорожье, испытатель полупроводниковых приборов цеха № 5 Запорожского завода имени 50-летия СССР Министерства электронной промышленности СССР, испытатель завода полупроводниковых приборов «Гамма».
Указом Президиума Верховного Совета СССР от 26 апреля 1971 года за выдающиеся заслуги в выполнении пятилетнего плана, создании новой техники и развитии электронной промышленности присвоено звание Героя Социалистического Труда с вручением ордена Ленина и золотой медали «Серп и Молот».
Делегат XXIV съезда КПСС.
Живёт в Запорожье.